# 光果悬钩子
光果悬钩子（学名：Rubus glabricarpus）是蔷薇科悬钩子属的植物，为中国的特有植物。分布在中国大陆的浙江、福建等地，生长于海拔100米至1,200米的地区，一般生长在沟边、低海拔至中海拔的山坡、山脚及杂木林下，目前尚未由人工引种栽培。